# Lieja-Bastogne-Lieja 2006
La Lieja-Bastogne-Lieja 2006 fou la 92a edició de la Lieja-Bastogne-Lieja i es va disputar el 23 d'abril de 2006 sobre 262 km. La cursa fou guanyada per l'espanyol Alejandro Valverde (Caisse d'Epargne) que s'imposà a l'esprint als italians Paolo Bettini (Quick-Step Alpha Vinyl Team) i Damiano Cunego (Lampre-Fondital).

## Classificació final
|    | Ciclista                     | Equip                          | Temps      |
| -- | ---------------------------- | ------------------------------ | ---------- |
| 1  | Alejandro Valverde (ESP)     | Caisse d'Epargne-Illes Balears | 6h 21' 32" |
| 2  | Paolo Bettini (ITA)          | Quick Step-Innergetic          | m. t.      |
| 3  | Damiano Cunego (ITA)         | Lampre-Fondital                | m. t.      |
| 4  | Patrik Sinkewitz (GER)       | T-Mobile Team                  | m. t.      |
| 5  | Michael Boogerd (NED)        | Rabobank                       | m. t.      |
| 6  | M.A. Martín Perdiguero (ESP) | Phonak Hearing Systems         | m. t.      |
| 7  | Fränk Schleck (LUX)          | Team CSC                       | m. t.      |
| 8  | Chris Horner (USA)           | Davitamon-Lotto                | m. t.      |
| 9  | Danilo Di Luca (ITA)         | Liquigas                       | m. t.      |
| 10 | Ivan Basso (ITA)             | Team CSC                       | m. t.      |